# Nerocila longispina
Nerocila longispina är en kräftdjursart som beskrevs av Edward John Miers 1880.
Nerocila longispina ingår i släktet Nerocila och familjen Cymothoidae. Inga underarter finns listade i Catalogue of Life.